# 小野站 (京都府)

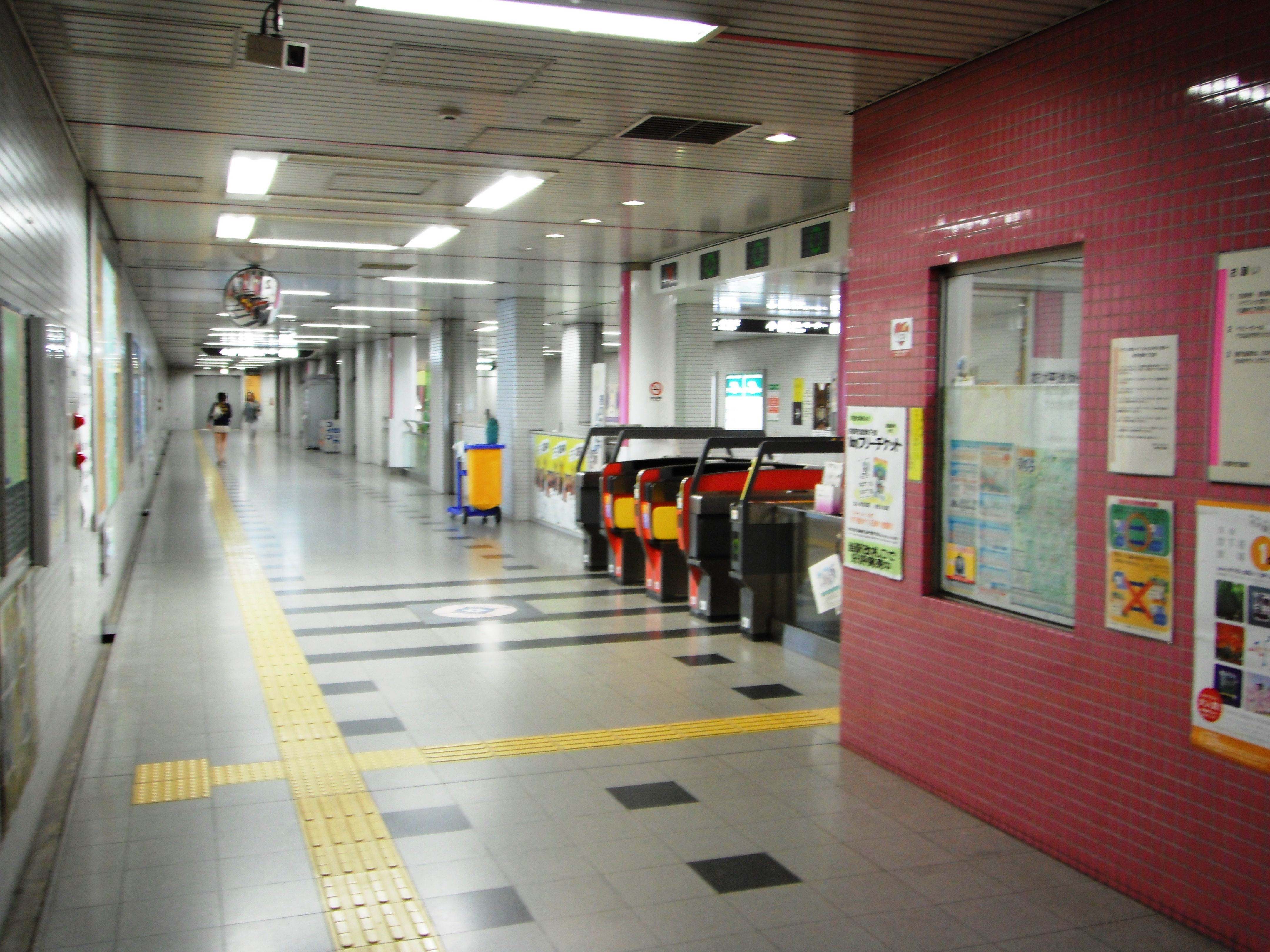
驗票口(2011年8月)

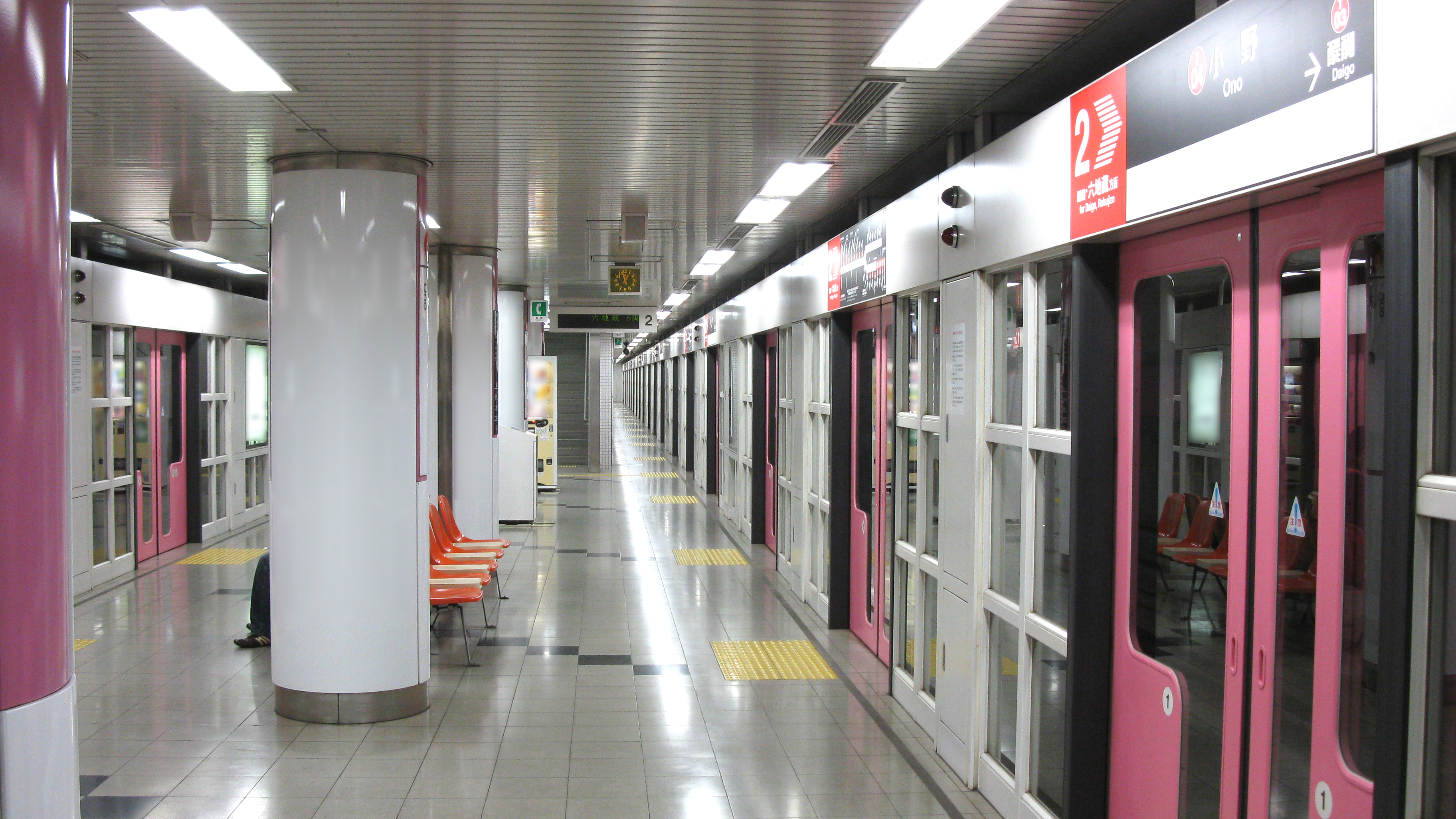
月台(2011年12月)

小野站（日语：／ Ono eki */?）是一個位於日本京都府京都市山科區，屬於京都市營地下鐵東西線的鐵路車站。車站編號是T04。

## 歷史
- 1997年（平成9年）10月12日 - 京都市營地下鐵東西線的醍醐站－二條站間開通的同時開業[1]。

## 車站構造
月台位於地下2樓，與其他東西線車站同樣，複線島式月台（1面2線），設有月台閘門。東西線車站都制定有車站顏色，小野站的車站顏色是紅梅色。

### 月台配置
| 月台 | 路線   | 方向 | 目的地               |
| ---- | ------ | ---- | -------------------- |
| 1    | 東西線 | 下行 | 山科、太秦天神川方向 |
| 2    | 東西線 | 上行 | 醍醐、六地藏方向     |

## 利用狀況
1日平均上車人次與1日平均上下車人次推移如下表。
| 年度   | 上車人次 | 上下車人次 |
| ------ | -------- | ---------- |
| 2003年 | 3,155    | 6,148      |
| 2004年 | 3,177    | 6,206      |
| 2005年 | 3,227    | 6,323      |
| 2006年 | 3,243    | 6,372      |
| 2007年 | 3,253    | 6,315      |
| 2008年 | 3,284    | 6,364      |
| 2009年 | 3,166    | 6,214      |
| 2010年 | 3,202    | 6,290      |
| 2011年 | 3,204    | 6,294      |
| 2012年 | 3,229    | 6,344      |
| 2013年 | 3,322    | 6,526      |
| 2014年 | 3,430    | 6,739      |
| 2015年 | 3,497    | 6,869      |
| 2016年 | 3,565    | 7,003      |

## 相鄰車站
京都市交通局（京都市營地下鐵）
 東西線
醍醐（T03）－小野（T04）－椥辻（T05）

## 外部連結
- 小野站 （页面存档备份，存于） - 京都市交通局